# Skalmeje
Skalmeje er en fællesbetegnelse for en større gruppe af folkelige og historiske rørbladsinstrumenter.
"Jeg slænger skalmejen for munden, jeg trækker så lang dens lyd" skriver Jeppe Aakjær i digtet Jeg bærer med Smil min Byrde fra 1906 og instrumentet optræder også i første vers til Sigfred Pedersens Den Gamle Skærslippers Forårssang: (...)Og jeg har skåret en grøn skalmeje bag piledammen ved Holstebro". Skalmejen nævnes også i flere af Johannes V. Jensens værker, herunder Ved Frokosten.
Betegnelsen skalmeje er dog ikke entydig, hverken når det drejer sig om selve instrumentet eller omtalen af det i litteraturen. Årsagen er, at skalmeje omfatter blæseinstrumenter med både et dobbeltrør og et enkelt blad. Selve ordet kommer oprindelig af det græske kálamos, der betyder rør, der udviklede sig over kalamaía, chalemie, schalmei endelig til skalmeje på dansk. Efter denne definition er oboen og klarinetten begge undergrupper under skalmejen.
I dag bruges ordet oftest om en gruppe traditionelle folkeinstrumenter i obo-familien (med dobbelt rørblad) som fx. den bretonske bombarde (en), den tyrkiske zurna (en), den italienske piffero (en) eller den tyske rauschpfeife (de) etc. Denne type skalmejer kom til Europa i middelalderen, og instrumentet opnåede toppen af sin popularitet som "consort"-instrument i renæssancen, hvorefter instrumentet gradvist blev udkonkurreret af oboen indenfor den klassiske musik.
Termen kan også henvise til instrumenter med enkeltrørblad fx. hornpiber (en) eller såkaldte hyrdeskalmejer af klarinettypen.